# París-Roubaix 1937
La París-Roubaix 1937 fou la 38a edició de la París-Roubaix. La cursa es disputà el 28 de març de 1937 i fou guanyada per l'italià Jules Rossi, que s'imposà a l'esprint als seus companys d'escapada en l'arribada a Roubaix.

## Classificació final
|    | Ciclista         | Equip            | Temps      |
| -- | ---------------- | ---------------- | ---------- |
| 1  | Jules Rossi      | Thomann          | 7h 17' 57" |
| 2  | Albert Hendrickx | -                | m. t.      |
| 3  | Noël Declercq    | Leducq - Mercier | m. t.      |
| 4  | Emiel Vandepitte | Dilecta          | m. t.      |
| 5  | Aimé Lievens     | -                | m. t.      |
| 6  | Gustave Danneels | Alcyon-Dunlop    | + 1' 03"   |
| 7  | Edgard de Caluwé | Dilecta          | m. t.      |
| 8  | Frans Bonduel    | Dilecta          | m. t.      |
| 9  | Severin Vergili  | -                | m. t.      |
| 10 | Georges Speicher | Alcyon - Dunlop  | m. t.      |